# IWGPジュニアヘビー級王座
IWGPジュニアヘビー級王座（IWGPジュニアヘビーきゅうおうざ）は、新日本プロレスが管理、認定している王座。

## 概要
新日本プロレス認定の「プロレスリング競技者規約 IWGP各選手権ルール」第二条第二項によって体重100kg未満の選手を対象としている。元来は欧米で使用されているポンドから来ており、220パウンド（lbs）がウェイトのリミットとされており、近似値99.8kgが根源である。
IWGPジュニアヘビー級王座はIWGPとして認定するタイトルとしては、1985年末に認定されたIWGPタッグ王座に次いで1986年に設立。
それまでジュニアヘビー級の王座は、藤波辰巳が1978年1月に獲得したWWFジュニアヘビー級王座と1980年2月に獲得したNWAインターナショナル・ジュニアヘビー級王座に、タイガーマスク（初代）が1982年5月に獲得したNWA世界ジュニアヘビー級王座の3つがあったが、1985年10月末にWWFが新日本との業務提携を終了し、WWFジュニアヘビー級王座はWWFインターナショナル・ヘビー級王座ならびにWWFインターナショナル・タッグ王座とともに返上を余儀なくされ、同時にNWA世界ジュニアヘビー級王座も返上となった。NWAインターナショナル・ジュニアヘビー級王座は、1981年8月の時点で当時王者だったチャボ・ゲレロが全日本プロレスへの移籍と同時に全日本プロレスに渡り移っていた事から、これらに代わる真の王座としてのベルトが必要であった。
当時の新日本はタイガーマスク（初代）、ダイナマイト・キッド、小林邦昭が相次いで新日本を離れ、ジュニアヘビー級の選手層が急激に薄くなった時期で、前述の2本のベルトはザ・コブラとヒロ斎藤、さらに全日本プロレスから移籍した越中詩郎により争われていた。1986年の新春シリーズで「IWGPジュニアヘビー級王座決定リーグ戦」が開催され、上位2名による決定戦において ザ・コブラをジャーマン・スープレックス・ホールドにて破った越中詩郎が初代王者となった。
その後、第1次UWFの崩壊で新日本に出戻り参戦となった高田延彦と越中の「ジュニア版名勝負数え唄」によってジュニア戦線に注目が集まるようになり、山崎一夫、小林邦昭、馳浩、オーエン・ハートらの参戦で人気は不動のものとなった。その後、デビューした獣神ライガー（現：獣神サンダー・ライガー）を中心に激闘が展開され、現在まで継承されている。

## 歴代王者
| 歴代   | チャンピオン                | 戴冠回数 | 防衛回数 | 日付           | 場所                           |
| ------ | --------------------------- | -------- | -------- | -------------- | ------------------------------ |
| 初代   | 越中詩郎                    | 1        | 1        | 1986年2月6日   | 両国国技館                     |
| 第2代  | 高田伸彦                    | 1        | 6        | 1986年5月19日  | 後楽園ホール                   |
| 第3代  | 越中詩郎                    | 2        | 2        | 1986年9月19日  | 福岡スポーツセンター           |
| 第4代  | 小林邦昭                    | 1        | 1        | 1987年8月20日  | 両国国技館                     |
| 第5代  | 馳浩                        | 1        | 3        | 1987年12月27日 | 両国国技館                     |
| 第6代  | オーエン・ハート            | 1        | 1        | 1988年5月27日  | 宮城県スポーツセンター         |
| 第7代  | 越中詩郎                    | 3        | 6        | 1988年6月24日  | 大阪府立体育会館               |
| 第8代  | 馳浩                        | 2        | 0        | 1989年3月16日  | 横浜文化体育館                 |
| 第9代  | 獣神ライガー                | 1        | 2        | 1989年5月25日  | 大阪城ホール                   |
| 第10代 | 佐野直喜                    | 1        | 2        | 1989年8月10日  | 両国国技館                     |
| 第11代 | 獣神サンダー・ライガー      | 2        | 1        | 1990年1月31日  | 大阪府立体育会館               |
| 第12代 | ペガサス・キッド            | 1        | 0        | 1990年8月19日  | 両国国技館                     |
| 第13代 | 獣神サンダー・ライガー      | 3        | 2        | 1990年11月1日  | 日本武道館                     |
| 第14代 | 保永昇男                    | 1        | 2        | 1991年4月30日  | 両国国技館                     |
| 第15代 | 獣神サンダー・ライガー      | 4        | 0        | 1991年6月12日  | 日本武道館                     |
| 第16代 | 野上彰                      | 1        | 1        | 1991年8月9日   | 両国国技館                     |
| 第17代 | 保永昇男                    | 2        | 1        | 1991年11月5日  | 日本武道館                     |
| 第18代 | 獣神サンダー・ライガー      | 5        | 3        | 1992年2月8日   | 札幌中島スポーツセンター       |
| 第19代 | エル・サムライ              | 1        | 3        | 1992年6月26日  | 日本武道館                     |
| 第20代 | ウルティモ・ドラゴン        | 1        | 1        | 1992年11月22日 | 両国国技館                     |
| 第21代 | 獣神サンダー・ライガー      | 6        | 5        | 1993年1月4日   | 東京ドーム                     |
| 第22代 | 保永昇男                    | 3        | 6        | 1994年9月27日  | 大阪城ホール                   |
| 第23代 | 金本浩二                    | 1        | 2        | 1995年2月19日  | 両国国技館                     |
| 第24代 | サブゥー                    | 1        | 1        | 1995年5月3日   | 福岡ドーム                     |
| 第25代 | 金本浩二                    | 2        | 2        | 1995年6月14日  | 日本武道館                     |
| 第26代 | 獣神サンダー・ライガー      | 7        | 2        | 1996年1月4日   | 東京ドーム                     |
| 第27代 | ザ・グレート・サスケ        | 1        | 5        | 1996年4月29日  | 東京ドーム                     |
| 第28代 | ウルティモ・ドラゴン        | 2        | 7        | 1996年10月11日 | 大阪府立体育会館               |
| 第29代 | 獣神サンダー・ライガー      | 8        | 4        | 1997年1月4日   | 東京ドーム                     |
| 第30代 | エル・サムライ              | 2        | 0        | 1997年7月6日   | 真駒内アイスアリーナ           |
| 第31代 | 大谷晋二郎                  | 1        | 5        | 1997年8月10日  | ナゴヤドーム                   |
| 第32代 | 獣神サンダー・ライガー      | 9        | 8        | 1998年2月7日   | 札幌中島スポーツセンター       |
| 第33代 | 金本浩二                    | 3        | 3        | 1999年3月17日  | 広島サンプラザ                 |
| 第34代 | ケンドー・カシン            | 1        | 1        | 1999年8月28日  | 神宮球場                       |
| 第35代 | 獣神サンダー・ライガー      | 10       | 1        | 1999年10月11日 | 東京ドーム                     |
| 第36代 | フベントゥ・ゲレーラ        | 1        | 0        | 1999年11月29日 | デンバー ペプシ・アリーナ      |
| 第37代 | 獣神サンダー・ライガー      | 11       | 3        | 1999年12月6日  | ミルウォーキー・アリーナ       |
| 第38代 | 高岩竜一                    | 1        | 2        | 2000年7月20日  | 北海道立総合体育センター       |
| 第39代 | 田中稔                      | 1        | 2        | 2000年10月29日 | ワールド記念ホール             |
| 第40代 | 成瀬昌由                    | 1        | 1        | 2001年7月20日  | 札幌ドーム                     |
| 第41代 | ケンドー・カシン            | 2        | 2        | 2001年10月8日  | 東京ドーム                     |
| 第42代 | 田中稔                      | 2        | 3        | 2002年2月16日  | 両国国技館                     |
| 第43代 | 金本浩二                    | 4        | 6        | 2002年7月19日  | 北海道立総合体育センター       |
| 第44代 | タイガーマスク（4代目）     | 1        | 4        | 2003年4月23日  | 広島サンプラザ                 |
| 第45代 | 邪道                        | 1        | 1        | 2003年10月13日 | 東京ドーム                     |
| 第46代 | ヒート                      | 3        | 11       | 2003年12月14日 | 名古屋市総合体育館             |
| 第47代 | タイガーマスク（4代目）     | 2        | 3        | 2005年1月4日   | 東京ドーム                     |
| 第48代 | ブラック・タイガー（4代目） | 1        | 1        | 2005年10月8日  | 東京ドーム                     |
| 第49代 | タイガーマスク（4代目）     | 3        | 1        | 2006年2月19日  | 両国国技館                     |
| 第50代 | 金本浩二                    | 4        | 1        | 2006年5月3日   | 福岡国際センター               |
| 第51代 | 稔                          | 4        | 4        | 2006年12月24日 | 後楽園ホール                   |
| 第52代 | 田口隆祐                    | 1        | 4        | 2007年7月6日   | 後楽園ホール                   |
| 第53代 | 井上亘                      | 1        | 3        | 2007年12月8日  | 大阪府立体育会館・第2競技場    |
| 第54代 | タイガーマスク（4代目）     | 4        | 0        | 2008年7月8日   | 後楽園ホール                   |
| 第55代 | ロウ・キー                  | 1        | 1        | 2008年9月21日  | ワールド記念ホール             |
| 第56代 | タイガーマスク（4代目）     | 5        | 4        | 2009年1月4日   | 東京ドーム                     |
| 第57代 | ミスティコ（2代目）         | 1        | 2        | 2009年8月15日  | 両国国技館                     |
| 第58代 | タイガーマスク（4代目）     | 6        | 0        | 2009年11月8日  | 両国国技館                     |
| 第59代 | 丸藤正道                    | 1        | 5        | 2010年1月4日   | 東京ドーム                     |
| 第60代 | プリンス・デヴィット        | 1        | 7        | 2010年6月19日  | 大阪府立体育会館               |
| 第61代 | 飯伏幸太                    | 1        | 2        | 2011年6月18日  | 大阪府立体育会館               |
| 第62代 | プリンス・デヴィット        | 2        | 4        | 2011年9月19日  | ワールド記念ホール             |
| 第63代 | ロウ・キー                  | 2        | 1        | 2012年5月3日   | 福岡国際センター               |
| 第64代 | 飯伏幸太                    | 2        | 2        | 2012年7月29日  | 後楽園ホール                   |
| 第65代 | ロウ・キー                  | 3        | 0        | 2012年10月8日  | 両国国技館                     |
| 第66代 | プリンス・デヴィット        | 3        | 4        | 2012年11月11日 | 大阪府立体育会館               |
| 第67代 | 飯伏幸太                    | 3        | 4        | 2014年1月4日   | 東京ドーム                     |
| 第68代 | KUSHIDA                     | 1        | 0        | 2014年7月4日   | 後楽園ホール                   |
| 第69代 | 田口隆祐                    | 2        | 2        | 2014年9月21日  | ワールド記念ホール             |
| 第70代 | ケニー・オメガ              | 1        | 4        | 2015年1月4日   | 東京ドーム                     |
| 第71代 | KUSHIDA                     | 2        | 1        | 2015年7月5日   | 大阪城ホール                   |
| 第72代 | ケニー・オメガ              | 2        | 1        | 2015年9月23日  | 桃太郎アリーナ                 |
| 第73代 | KUSHIDA                     | 3        | 5        | 2016年1月4日   | 東京ドーム                     |
| 第74代 | BUSHI                       | 1        | 0        | 2016年9月17日  | 大田区総合体育館               |
| 第75代 | KUSHIDA                     | 4        | 0        | 2016年11月5日  | 大阪府立体育館                 |
| 第76代 | 高橋ヒロム                  | 1        | 4        | 2017年1月4日   | 東京ドーム                     |
| 第77代 | KUSHIDA                     | 5        | 2        | 2017年6月11日  | 大阪城ホール                   |
| 第78代 | ウィル・オスプレイ          | 1        | 0        | 2017年10月9日  | 両国国技館                     |
| 第79代 | マーティ・スカル            | 1        | 0        | 2017年11月5日  | 大阪府立体育会館               |
| 第80代 | ウィル・オスプレイ          | 2        | 3        | 2018年1月4日   | 東京ドーム                     |
| 第81代 | 高橋ヒロム                  | 2        | 2        | 2018年6月9日   | 大阪城ホール                   |
| 第82代 | KUSHIDA                     | 6        | 0        | 2018年10月8日  | 両国国技館                     |
| 第83代 | 石森太二                    | 1        | 2        | 2019年1月4日   | 東京ドーム                     |
| 第84代 | ドラゴン・リー（2代目）     | 1        | 1        | 2019年4月7日   | マディソン・スクエア・ガーデン |
| 第85代 | ウィル・オスプレイ          | 3        | 3        | 2019年6月9日   | 大阪城ホール                   |
| 第86代 | 高橋ヒロム                  | 3        | 1        | 2020年1月4日   | 東京ドーム                     |
| 第87代 | 石森太二                    | 2        | 0        | 2020年8月29日  | 神宮球場                       |
| 第88代 | 高橋ヒロム                  | 4        | 1        | 2021年1月5日   | 東京ドーム                     |
| 第89代 | エル・デスペラード          | 1        | 2        | 2021年2月28日  | 大阪城ホール                   |
| 第90代 | ロビー・イーグルス          | 1        | 1        | 2021年7月25日  | 東京ドーム                     |
| 第91代 | エル・デスペラード          | 2        | 3        | 2021年11月6日  | 大阪府立体育会館               |
| 第92代 | 石森太二                    | 3        | 1        | 2022年5月1日   | 福岡PayPayドーム               |
| 第93代 | 高橋ヒロム                  | 5        | 7        | 2023年1月4日   | 東京ドーム                     |
| 第94代 | エル・デスペラード          | 3        | 1        | 2024年1月4日   | 東京ドーム                     |
| 第95代 | SHO                         | 1        | 2        | 2024年2月23日  | 北海きたえーる                 |
| 第96代 | エル・デスペラード          | 4        | 0        | 2024年6月16日  | 北海きたえーる                 |
| 第97代 | DOUKI                       | 1        | 4        | 2024年7月5日   | 東京武道館                     |
| 第98代 | エル・デスペラード          | 5        | 7        | 2025年1月4日   | 東京ドーム                     |

## 主な記録
- 最多戴冠回数：11回 - 獣神サンダー・ライガー（獣神ライガー含む）（第9・11・13・15・18・21・26・29・32・35・37代）
- 最多連続防衛：11回 - ヒート（第46代）
- 最多通算防衛：31回 - 獣神サンダー・ライガー（獣神ライガー含む）
- 最長保持期間：628日 - 獣神サンダー・ライガー（第21代）
- デビュー最短戴冠記録：1年10か月 - 馳浩（第5代）
- 最年長保持記録：41歳0か月 - エル・デスペラード（第98代）
- 最年少保持記録：22歳11か月 - ブラック・タイガー（4代目）（第48代）

## チャンピオンベルトのデザイン
1997年にジュニアヘビー級ベルトが2代目となり、その後それに合わせてジュニアヘビー級ベルトも新調され2代目となる。
2008年にヘビー級ベルトが新調されたのに伴い、ジュニアヘビー級ベルトも3代目と新調される。なお、3代目ベルトは4代目ヘビー級ベルトを小さくした感じとなっている。

## 主な出来事
2023年11月12日、DDTプロレス両国大会にて行われたアイアンマンヘビーメタル級選手権試合で平田一喜に勝利し、同王座の防衛に成功した高橋ヒロムがIWGPジュニア王座のベルトを抱きながら大の字に倒れこんだところ、松井幸則レフェリーが「IWGPジュニアのベルトがヒロムをフォールしている」と判断、3カウントを叩いたことにより、IWGPジュニアヘビー級ベルトが第1590代アイアンマンヘビーメタル級王者となった。